# Мірошниченко Іван Овсійович
Іван Овсійович Мірошниченко (15 лютого 1937, Тишківка Марківський район, Ворошиловградська область — 20 січня 2016, Старобільськ) — краєзнавець, громадський діяч. Почесний громадянин міста Старобільськ.

## Життєпис
Іван Овсійович Мірошниченко народився в селі Тишківка Марківського району на Луганщині у багатодітній родині. Батько Овсій Якович до війни — голова колгоспу. Мати Прасков'я Логвинівна теж працювала у колгоспі.
Працювати Іван почав з третього класу. Спочатку пас телят односельчан, згодом колгоспних телят по 70-80 голів. Згодом перейшов на тік мотористом, сторожем, рядовим.
Після закінчення 7 класів Іван, пропрацювавши 2 роки в колгоспі, їде на навчання до Луганського ремесленого училища. По закінченню Луганського ГорПУ № 9 отримав скерування на роботу на Старобільський ремзавод.
З 1965 року на педагогічній роботі. Закінчив філологічний факультет Луганського педагогічного інституту. Працював вчителем, директором школи, завідувачем райвно, відділу пропаганди РК КПУ.
Помер Іван Овсійович 20 січня 2016 року у місті Старобільську.

## Громадська діяльність
Мірошниченко І. О. — почесний громадянин міста Старобільська. Працював головою районної комісії з питань реабілітованих, помічником– консультантом народного депутата України.

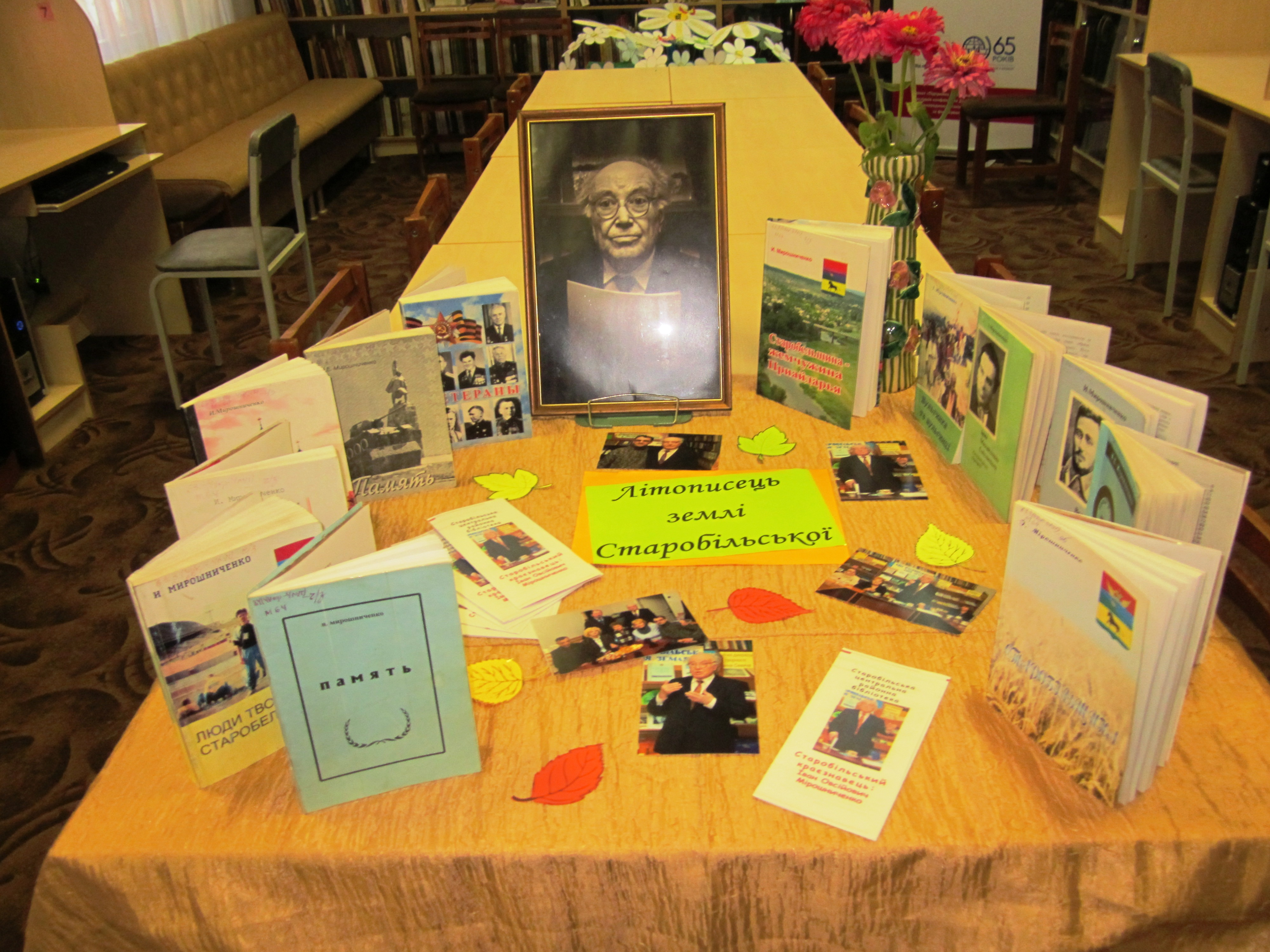
Мірошниченко Іван — краєзнавець

Любов до рідного краю, його людей спонукала І. О. Мірошниченко до вивчення історичного минулого Старобільщини, дала йому наснагу в написанні півтора десятка книг про історію краю, його буремне минуле, людей, які прославили Старобільщину трудовими, героїчними подвигами, науковими відкриттями, мистецтвом.

## Доробок
- Старобельск: Путеводитель / И. Е. Мирошниченко, В. А. Бутков. — Донецк: Донбас, 1986. — 30 с.
- Шла война гражданская / И. Е. Мирошниченко. — Луганск: ВАТ «ЛОД», 2003. — 96 с. — ISBN 966-7566-18-8.
- Люди твои, Старобельщина. — Луганск: ОАО «ЛОД», 2003. — 288 с.
- Память. — 2-е изд.; доп. и перераб. — Луганск: ОАО «ЛОД», 2003. — 140 с.
- Последний этап: Историко–краеведческий очерк. — Луганск: Элтон, 2008. — 115 с.
- Іван Михайлович Світличний: Літературний портрет. — Луганск: Элтон, 2008. — 71 с.
- Старобільщина: Історико–краєзнавчий нарис. — Луганск: Элтон, 2008. — 71 с.
- Всеволод Михайлович Гаршин: Биографический очерк. — Луганск: ВПЦ ТОВ «Элтон-2», 2009. — 74 с.
- Ветерены: историко–краеведческий очерк. — Луганск: ВПЦ ТОВ «Элтон-2», 2010. — 325 с.
- Старобельщина — жемчужина Приайдарья. — Луганск: ООО «Виртуальная реальность», 2011. — 252 с.
- Іван Савич (Лук'яненко) життя та творчість/ І. Мирошниченко. — Луганськ: ТОВ «Виртуальная реальность», 2012. — 86 с.